# Liste der Einträge im National Register of Historic Places im Livingston County (Illinois)

Lage des Livingston County in Illinois

Die Liste der Einträge im National Register of Historic Places im Livingston County in Illinois führt alle Bauwerke und historischen Stätten im Livingston County auf, die in das National Register of Historic Places aufgenommen wurden.
| [ 2 ] | Name                                    | Bild                                    | Eintragsdatum        | Lage                                                                  | Ort      | Beschreibung |
| ----- | --------------------------------------- | --------------------------------------- | -------------------- | --------------------------------------------------------------------- | -------- | ------------ |
| 1     | Ambler's Texaco Gas Station             | Ambler's Texaco Gas Station             | 2001 ID-Nr. 01001311 | Il 17 und Old US 66 (Route 66) 41° 5′ 39″ N, 88° 26′ 26″ W            | Dwight   |              |
| 2     | Thomas A. Beach House                   | Thomas A. Beach House                   | 1983 ID-Nr. 83000324 | 402 East Hickory Street 40° 45′ 0″ N, 88° 30′ 30″ W                   | Fairbury |              |
| 3     | Dwight Chicago and Alton Railroad Depot | Dwight Chicago and Alton Railroad Depot | 1982 ID-Nr. 82000398 | East Street 41° 5′ 10″ N, 88° 25′ 43″ W                               | Dwight   |              |
| 4     | Fairbury City Hall                      | Fairbury City Hall                      | 1996 ID-Nr. 96000090 | 101 East Locust Street 40° 44′ 48″ N, 88° 30′ 46″ W                   | Fairbury |              |
| 5     | Illinois State Police Office, Pontiac   | Illinois State Police Office, Pontiac   | 2007 ID-Nr. 07000117 | 15551 Old US 66 40° 51′ 11″ N, 88° 39′ 20″ W                          | Pontiac  |              |
| 6     | Jones House                             | Jones House                             | 1978 ID-Nr. 78001163 | 314 East Madison Street 40° 52′ 46″ N, 88° 37′ 33″ W                  | Pontiac  |              |
| 7     | Livingston County Courthouse            | Livingston County Courthouse            | 1986 ID-Nr. 86003165 | 112 West Madison Street 40° 52′ 47″ N, 88° 37′ 45″ W                  | Pontiac  |              |
| 8     | John R. Oughton House                   | John R. Oughton House                   | 1980 ID-Nr. 80001383 | 101 West South Street 41° 5′ 9″ N, 88° 25′ 43″ W                      | Dwight   |              |
| 9     | Pioneer Gothic Church                   | Pioneer Gothic Church                   | 1983 ID-Nr. 83000325 | 201 North Franklin Street 41° 5′ 40″ N, 88° 25′ 43″ W                 | Dwight   |              |
| 10    | Pontiac City Hall and Fire Station      | Pontiac City Hall and Fire Station      | 1990 ID-Nr. 90001200 | 110 West Howard Street 40° 52′ 51″ N, 88° 37′ 44″ W                   | Pontiac  |              |
| 11    | Route 66, Cayuga to Chenoa              | Route 66, Cayuga to Chenoa              | 2003 ID-Nr. 99000115 | Route 66 40° 45′ 12″ N, 88° 43′ 7″ W                                  | Pontiac  |              |
| 12    | Raymond Schulz Round Barn               | Raymond Schulz Round Barn               | 1982 ID-Nr. 82002582 | Südlich von Pontiac abseits der Route 66 40° 50′ 28″ N, 88° 38′ 30″ W | Pontiac  |              |
| 13    | Standard Oil Gasoline Station           | Standard Oil Gasoline Station           | 1997 ID-Nr. 97001338 | 400 South West Street 41° 0′ 7″ N, 88° 31′ 44″ W                      | Odell    |              |